# Preseglie
Preseglie is een gemeente in de Italiaanse provincie Brescia (regio Lombardije) en telt 1534 inwoners (31-12-2004). De oppervlakte bedraagt 11,4 km², de bevolkingsdichtheid is 134 inwoners per km².

## Demografie
Preseglie telt ongeveer 590 huishoudens. Het aantal inwoners steeg in de periode 1991-2001 met 5,7% volgens cijfers uit de tienjaarlijkse volkstellingen van ISTAT.
| Jaar | Inwoneraantal |
| ---- | ------------- |
| 1991 | 1397          |
| 2001 | 1477          |

## Geografie
Preseglie grenst aan de volgende gemeenten: Agnosine, Barghe, Bione, Odolo, Sabbio Chiese, Vestone.